# Кизил (приток Сакмары)
Кизил (в верховье Кугизыл) — река в России, протекает по Башкортостану. Устье реки находится в 770 км от устья Сакмар по левому берегу. Длина реки составляет 18 км.

## Данные водного реестра
По данным государственного водного реестра России относится к Уральскому бассейновому округу, водохозяйственный участок реки — Сакмара от истока до впадения реки Большой Ик. Речной бассейн реки — Урал (российская часть бассейна).
Код объекта в государственном водном реестре — 12010000512112200004792.